# Desmodium oojeinense
Desmodium oojeinense är en ärtväxtart som först beskrevs av William Roxburgh, och fick sitt nu gällande namn av Hiroyoshi Ohashi. Desmodium oojeinense ingår i släktet Desmodium och familjen ärtväxter. Inga underarter finns listade i Catalogue of Life.